# Selección de voleibol de Alemania
La Selección de voleibol de Alemania (en alemán Deutsche Volleyballnationalmannschaft der Männer) es el equipo masculino representativo de voleibol de Alemania en las competiciones internacionales organizadas por la Confederación Europea de Voleibol (CEV), la Federación Internacional de Voleibol (FIVB) o el Comité Olímpico Internacional (COI). La organización de la selección está a cargo de la Deutscher Volleyball-Verband. 

## Historia
Hasta 1990 la selección ha representado el voleibol de la República Federal Alemana, clasificándose raramente para las competiciones internacionales y cuando esto pasaba sin lograr resultados relevantes. Su única aparición en los Juegos Olímpicos fue en la cita organizada por la misma RFA de  Múnich 1972 cuando terminó en undécima posición.
Después de la reunificación alemana, la selección absorbió a los jugadores de la selección de RDA, un equipo mucho más poderoso capaz de ganar un Campeonato Mundial, una Copa Mundial y la plata olímpica en la misma edición de Múnich 1972. Sin embargo la neonacida selección consigue clasificarse con mayor frecuencia en las competiciones internacionales, especialmente en los Campeonatos Europeos donde por dos veces consecutivas se queda al borde del podio. En la edición de 1991 organizada por la misma Alemania es derrotada en la semifinal por Italia (1-3) y en la final por el bronce por los Países Bajos (0-3). En la edición y siguiente cae nuevamente ante Italia en semifinal (0-3) y pierde la final por el bronce ante Rusia (1-3).
En verano 2014 consigue su mejor resultado en un Mundial: en la edición disputada en Polonia tras ser eliminada por mano de Polonia en la semifinal (1-3), derrota a Francia en la final 3°/4°.

## Historial
| \| - Tokío 1964: No clasificada - México 1968: No clasificada - Múnich 1972: 11° - Montreal 1976: No clasificada \| - Moscú 1980: No clasificada - Los Ángeles 1984: No clasificada - Seúl 1988: No clasificada - Barcelona 1992: No clasificada \| - Atlanta 1996: No clasificada - Sídney 2000: No clasificada - Atenas 2004: No clasificada - Pekín 2008: 9° \| - Londres 2012: 5° - Río de Janeiro 2016: No clasificada - Tokio 2020: No clasificada - París 2024: Clasificados \| | | | |
| - Tokío 1964: No clasificada - México 1968: No clasificada - Múnich 1972: 11° - Montreal 1976: No clasificada | - Moscú 1980: No clasificada - Los Ángeles 1984: No clasificada - Seúl 1988: No clasificada - Barcelona 1992: No clasificada | - Atlanta 1996: No clasificada - Sídney 2000: No clasificada - Atenas 2004: No clasificada - Pekín 2008: 9° | - Londres 2012: 5° - Río de Janeiro 2016: No clasificada - Tokio 2020: No clasificada - París 2024: Clasificados |

| \| - 1949: No clasificada - 1952: No clasificada - 1956: 24° - 1960: No clasificada - 1962: No clasificada \| - 1966: 20° - 1970: No clasificada - 1974: No clasificada - 1978: No clasificada - 1982: No clasificada \| - 1986: No clasificada - 1990: No clasificada - 1994: 9° - 1998: No clasificada - 2002:No clasificada \| - 2006: 9° - 2010: 8° - 2014: 3° - 2018:No clasificada \| | | |                                                        |
| - 1949: No clasificada - 1952: No clasificada - 1956: 24° - 1960: No clasificada - 1962: No clasificada | - 1966: 20° - 1970: No clasificada - 1974: No clasificada - 1978: No clasificada - 1982: No clasificada | - 1986: No clasificada - 1990: No clasificada - 1994: 9° - 1998: No clasificada - 2002:No clasificada | - 2006: 9° - 2010: 8° - 2014: 3° - 2018:No clasificada |

| \| - 1990: No clasificada - 1991: No clasificada - 1992: 12° - 1993: 8° - 1994: 10° - 1995: No clasificada - 1996: No clasificada \| - 1997: No clasificada - 1998: No clasificada - 1999: No clasificada - 2000: No clasificada - 2001: No clasificada - 2002: 9° - 2003: 10° \| - 2004: No clasificada - 2005: No clasificada - 2006: No clasificada - 2007:No clasificada - 2008: No clasificada - 2009: No clasificada - 2010: 9° \| - 2011: 11° - 2012: 5° - 2013: 7° - 2014: 26° - 2015: \| | | |                                                       |
| - 1990: No clasificada - 1991: No clasificada - 1992: 12° - 1993: 8° - 1994: 10° - 1995: No clasificada - 1996: No clasificada | - 1997: No clasificada - 1998: No clasificada - 1999: No clasificada - 2000: No clasificada - 2001: No clasificada - 2002: 9° - 2003: 10° | - 2004: No clasificada - 2005: No clasificada - 2006: No clasificada - 2007:No clasificada - 2008: No clasificada - 2009: No clasificada - 2010: 9° | - 2011: 11° - 2012: 5° - 2013: 7° - 2014: 26° - 2015: |

| \| - 1948: No clasificada - 1950: No clasificada - 1951: No clasificada - 1955: No clasificada - 1958: 19° - 1963: 15° - 1967: No clasificada - 1971: 16° \| - 1975: No clasificada - 1977: No clasificada - 1979: No clasificada - 1981: 10° - 1983: No clasificada - 1985: No clasificada - 1987: No clasificada - 1989: 11° \| - 1991: 4° - 1993: 4° - 1995: 8° - 1997: 9° - 1999: No clasificada - 2001: 11° - 2003: 7° - / 2005: No clasificada \| - 2007: 5° - 2009: 6° - / 2011: 15° - / 2013: 6° - / 2015: 8° \| | | |                                                               |
| - 1948: No clasificada - 1950: No clasificada - 1951: No clasificada - 1955: No clasificada - 1958: 19° - 1963: 15° - 1967: No clasificada - 1971: 16° | - 1975: No clasificada - 1977: No clasificada - 1979: No clasificada - 1981: 10° - 1983: No clasificada - 1985: No clasificada - 1987: No clasificada - 1989: 11° | - 1991: 4° - 1993: 4° - 1995: 8° - 1997: 9° - 1999: No clasificada - 2001: 11° - 2003: 7° - / 2005: No clasificada | - 2007: 5° - 2009: 6° - / 2011: 15° - / 2013: 6° - / 2015: 8° |

| \| - 1965: No clasificada - 1969: 10° - 1977: No clasificada - 1981: No clasificada \| - 1985: No clasificada - 1989: No clasificada - 1991: 7° - 1995: No clasificada \| - 1999: No clasificada - 2003: No clasificada - 2007: No clasificada - 2011: No clasificada \| - 2015: No clasificada \| |                                                                                 |                                                                                             |                        |
| - 1965: No clasificada - 1969: 10° - 1977: No clasificada - 1981: No clasificada | - 1985: No clasificada - 1989: No clasificada - 1991: 7° - 1995: No clasificada | - 1999: No clasificada - 2003: No clasificada - 2007: No clasificada - 2011: No clasificada | - 2015: No clasificada |

### Otras competiciones
| Liga Europea |
| --- |
| - 2004: 4° - 2005: 5° - 2006: 5° - 2007: 5° - 2008: 4° - 2009: Campeona - 2010: No participa - 2011: No participa - 2012: No participa - 2013: No participa - 2014: No participa |

## Medallero
Actualizado después del Campeonato Europeo de 2023
| Competición        | Oro | Plata | Bronce | Total |
| ------------------ | --- | ----- | ------ | ----- |
| Campeonato Mundial | -   | -     | 1      | 1     |
| Campeonato Europeo | -   | 1     | -      | 1     |
| Liga Europea       | 1   | -     | -      | 1     |
| Juegos Europeos    | 1   | -     | -      | 1     |
| Total              | 2   | 1     | 1      | 4     |